# Appeville
Appeville is een gemeente in het Franse departement Manche in de regio Normandië en telt 222 inwoners (1999). De gemeente maakt deel uit van het arrondissement Coutances.

## Geschiedenis
Appeville maakte deel uit van het kanton La Haye-du-Puits tot dat op 22 maart 2015 werd opgeheven. De gemeente werd hierop opgenomen in het kanton Carentan, dat op 5 maart 2020 werd hernoemd naar kanton Carentan-les-Marais.

## Geografie
De oppervlakte van Appeville bedraagt 13,5 km², de bevolkingsdichtheid is 16,4 inwoners per km².
De onderstaande kaart toont de ligging van Appeville met de belangrijkste infrastructuur en aangrenzende gemeenten.

## Demografie
Onderstaande figuur toont het verloop van het inwonertal (bron: INSEE-tellingen).

Appeville · Audouville-la-Hubert · Auvers · Baupte · Beuzeville-la-Bastille · Blosville · Boutteville · Carentan les Marais · Carquebut · Catz · Hiesville · Liesville-sur-Douve · Méautis · Neuville-au-Plain · Picauville · Ravenoville · Saint-André-de-Bohon · Sainteny · Sainte-Marie-du-Mont · Sainte-Mère-Église · Saint-Georges-de-Bohon · Saint-Germain-de-Varreville · Saint-Hilaire-Petitville · Saint-Martin-de-Varreville · Sébeville · Turqueville · Vierville
1. ↑  Populations de référence 2022.